# أندرياس بيرغر
أندرياس بيرغر (بالألمانية: Andreas Berger)‏ هو ملحن ألماني، ولد في 1584، وتوفي في 10 يناير 1656.

## وصلات خارجية
- أندرياس بيرغر على موقع ميوزك برينز (الإنجليزية)
- أندرياس بيرغر على موقع ديسكوغز (الإنجليزية)